# Bruno Morri
Bruno Morri (ur. 24 maja 1946 w San Marino) – sanmaryński strzelec, olimpijczyk.
Czterokrotny uczestnik igrzysk olimpijskich (IO 1972, IO 1976, IO 1980, IO 1984). Najwyższą pozycję zajął podczas igrzysk w Los Angeles – był wówczas 34. zawodnikiem turnieju (startowało 55 strzelców).
Brał udział w Igrzyskach Śródziemnomorskich 1993, jednak bez zdobyczy medalowych.

## Wyniki

### Igrzyska olimpijskie
| Igrzyska         | Konkurencja                   | Wynik                  | Miejsce | Źródło |
| ---------------- | ----------------------------- | ---------------------- | ------- | ------ |
| Monachium 1972   | Pistolet szybkostrzelny, 25 m | 570 pkt. (195–191–184) | 47      | [ 3 ]  |
| Montreal 1976    | Pistolet szybkostrzelny, 25 m | 576 pkt. (288–288)     | 36      | [ 4 ]  |
| Moskwa 1980      | Pistolet szybkostrzelny, 25 m | 570 pkt. (280–290)     | 37      | [ 5 ]  |
| Los Angeles 1984 | Pistolet szybkostrzelny, 25 m | 577 pkt. (291–286)     | 34      | [ 1 ]  |